# ورزشکاه دی اود میردایک
ورزشکاه دی اود میردایک (به هلندی: De Oude Meerdijk) یک ورزشگاه فوتبال در هلند است که در امن (درنته) واقع شده‌است.